# Poa mulalensis
Poa mulalensis là một loài cỏ trong họ hòa thảo, thuộc chi poa.